# Evgraf Fiodorov
Evgraf Stepanovich Fiodorov (em russo:  Евграф Степанович Фёдоров; Oremburgo, 22 de dezembro de 1853 — São Petersburgo, 21 de maio de 1919) foi um cristalografista e mineralogista russo
Obteve paralelamente e de forma metodicamente independente de Arthur Moritz Schönflies os 230 grupos espaciais cristalográficos.